# Tillandsia 'Key Lime Sundae'
Tillandsia 'Key Lime Sundae' es un cultivar híbrido del género Tillandsia perteneciente a la familia Bromeliaceae.
Es un híbrido creado  con las especies Tillandsia achyrostachys × Tillandsia ionantha.